# Staro vino
Staro vino je studijski album Janeza Bončine - Benča. Album se je snemal v Studiu Tivoli, Studiu JORK in Studiu Bar, izšel pa je leta 1996 pri založbi ZKP RTV Slovenija..

## Seznam skladb
| Št. | Naslov                                                     | Dolžina |
| --- | ---------------------------------------------------------- | ------- |
| 1.  | „Canzone Italiana‟ (J. Bončina/Dr. Merik/M. Marini)        | 5:24    |
| 2.  | „Reci mi‟ (M. Vlašič/J. Bončina/G. Forjanič)               | 3:56    |
| 3.  | „Florida‟ (J. Bončina/A. Štebe/P. Grašič)                  | 4:30    |
| 4.  | „Joža iz Portoroža‟ (J. Bončina/arr. G. Forjanič)          | 4:35    |
| 5.  | „Ali veš da te ljubim‟ (D. Topić/D. Velkaverh/P. Grašič)   | 4:52    |
| 6.  | „Edina luč‟ (J. Bončina/J. Kenda/P. Grašič)                | 5:24    |
| 7.  | „Staro vino (nadaljevanka Jebiveter II. del)‟ (J. Bončina) | 4:25    |
| 8.  | „Abraham‟ (J. Bončina/arr. P. Grašič)                      | 3:46    |

## Zasedba
- Janez Bončina – solo vokal, Roland GR - 09 Guitar synth, bottleneck kitara
- Grega Forjanič – klaviature, brass, bas, ritem program (2, 4)
- Tone Dimnik – bobni (7)
- Metka Močnik – vokali (5)
- Jani Hace  – bas, ritem program (1, 3, 5–7)
- Primož Grašič – kitare, ritem program, klaviature, scat (1–6, 8)
- Tadej Tomšič – tenor sax solo (2)
- Ratko Divjak – bobni (3, 5, 6)
- Alenka Godec – vokali (4)
- Jadran Ogrin – bas (8)
- Blaž Jurjevčič – klaviature (5)
- Mare Lebar – kitare (7)
- Edi Šibenik Veterinni – klaviature (7)